# 新奥格雷站
新奥格雷站是拉脱维亚里加-陶格夫匹尔斯铁路上的一个火车站，车站建于1928年，附近的居民点是奧格雷。